# Целоусы
Целоусы — деревня в Зуевском районе Кировской области.

## География
Находится на правобережье реки Чепца на расстоянии примерно 17 километров по прямой на северо-запад от районного центра города Зуевка.

## История
Упоминается с 1719 года, когда здесь учли две души мужского пола, в 1764 году проживало 29 человек. В 1873 здесь было учтено дворов 8 и жителей 68, в 1905 было 11 и 106, в 1926 — 22 и 131, в 1950 — 43 и 135 соответственно. В 1989 году отмечено 64 жителя.

## Население
Постоянное население составляло 34 человека (русские 97 %) в 2002 году, 10 — в 2010.